# Friendica
Friendica (раніше Friendika, спочатку Mistpark) — це безкоштовна соціальна мережа з відкритим вихідним кодом. Є частиною Fediverse, взаємопов’язаної та децентралізованої мережі незалежно керованих серверів.

## Особливості
Користувачі Friendica можуть зв’язуватися з іншими через власний сервер Friendica, але також можуть повністю перенести контакти та дані з інших платформ, включаючи Twitter, Diaspora, Pump.io, GNU social і нещодавно ActivityPub (включаючи Mastodon, Pleroma та Pixelfed). Окрім цих двосторонніх з’єднань, користувачі також можуть використовувати Friendica як платформу для публікації вмісту на WordPress, Tumblr і Libertree. Крім того, можна інтегрувати контакти електронної пошти та RSS-канали. Оскільки користувачі розподілені між багатьма серверами, їхні «адреси» складаються з імені користувача, символу «@» і імені домену екземпляра Friendica таким же чином, як формуються адреси електронної пошти.
Більшість функцій популярних мікроблогів і платформ соціальних мереж доступні у Friendica; наприклад, позначення користувачів і груп за допомогою «@ згадок»; прямі повідомлення; хештеги; фотоальбоми; «вподобайки»; «невподобайки»; коментарі; і повторні публікації. Опубліковані елементи можна редагувати та оновлювати. Налаштування конфіденційності та публічної видимості публікацій дозволяють користувачам регулювати, хто може читати або переглядати певну інформацію про користувача. Користувачі можуть створювати кілька профілів, дозволяючи різним групам людей (наприклад, друзям або колегам по роботі) бачити абсолютно різні профілі під час перегляду однієї сторінки. Облікові записи користувачів можна завантажити або видалити, а також імпортувати на інший сервер Friendica. Публічні дописи можна створювати під різними обліковими записами, між якими можна перемикатися, якщо облікові записи зареєстровано з однаковою адресою email.

## Розробка
Friendica не належить жодній корпорації. Розробники працюють на волонтерських засадах, а проєкт ведеться неофіційно, сама платформа використовується для спілкування між розробниками. У Friendica є різні форуми, такі як «Friendica Developers» і «Friendica Support». Вихідний код Friendica розміщено на GitHub.

## Встановлення
Розробники прагнуть зробити встановлення програмного забезпечення максимально простим. Вони стверджують, що децентралізація на невеликих серверах є ключовою умовою для свободи користувачів та їхнього самовизначення. Рівень складності подібний до встановлення WordPress. Однак інсталяція на віртуальному хостингу іноді ускладнюється через відсутність модулів PHP5. Також, користувачі можуть реєструватися на громадських серверах, що запущені добровольцями.

## Список клієнтів
Friendica одночасно реалізує кілька клієнт-серверних варіантів API. Разом з Friendica також реалізує API, який використовується GNU social, Twitter, а з версії 2021.06 також Mastodon. Як результат, більшість клієнтів GNU social і Mastodon можна використовувати для Friendica. Приклади сумісних клієнтів Friendica включають: Friendiqa, Fedilab, AndStatus, Twidere і DiCa для Android, friclicli (клієнт CLI), choqok для Sailfish OS, Friendiqa для Linux і Friendica Mobile для Windows 10.

## Прийняття
Infoshop News назвала Friendica «альтернативою Google+ і Facebook» для використання в русі Occupy Nigeria. В блозі Європейського фонду вільного програмного забезпечення Friendica було названо розумною альтернативою централізованим і контрольованим соціальним мережам, таким як Facebook або Google+. Німецький комп’ютерний журнал c’t написав: «Friendica демонструє, як децентралізовані соціальні мережі можуть стати загальноприйнятими». Ще одне німецьке видання, професійний журнал t3n назвало Friendica конкурентом Facebook. Він порівнював Friendica з подібними соціальними мережами, такими як Diaspora та identi.ca.

## Дивись також
- Порівняння програмного забезпечення та протоколів для розподілених соціальних мереж
- Розподілена соціальна мережа

## Зовнішні посилання
- Офіційний сайт